# 長野県道256号御岳王滝黒沢線
長野県道256号御岳王滝黒沢線（ながのけんどう256ごう おんたけおうたきくろさきせん）は、長野県木曽郡木曽町三岳内の黒沢交差点から王滝村を通過して御嶽山麓に至る県道。王滝村の幹線道路である。

## 概要
この道路の終点はかつて有料道路の林道黒石線に接続していたが、林道黒石線が無料開放されたことで現在は御岳スカイラインと名称が変更された。
王滝口登山道利用者に使われる主要道であり、冬季はおんたけ2240への連絡路にもなる。
途中花房トンネルと鞍馬トンネルがあり、花房トンネルは手前に六段橋があり信号による交互通行だったが、六段橋の架け替えによってトンネルを通らないルートに変更され、廃止された。

## 歴史
- 2024年（令和6年）5月28日 - 大雨により土砂崩落が発生、全面通行止。同年6月3日午後4時から片側交互通行により開通[1]。

## 路線データ
- 路線認定
  - 起点：木曽郡木曽町（黒沢交差点）
  - 終点：木曽郡王滝村

## 地理

### 接続路線
- 長野県道20号開田三岳福島線
- 御岳スカイライン
- 長野県道486号王滝加子母付知線

### 周辺
- 牧尾ダム
- 御岳湖
- 御嶽神社里宮
- 長野県製薬工場
- 木曽御岳カントリークラブ